# 田中拓馬
田中 拓馬（たなか たくま、1977年 - ）は、東京都出身の日本の画家。イギリス国立アルスター博物館（英語: Ulster Museum）に絵画作品「Blue Rose」収蔵。

## 経歴
1977年東京都江戸川区生まれ。埼玉県越谷市にて幼少期を過ごす。埼玉県立浦和高校から千葉大学に入学するも中退し、後に早稲田大学法学部に進学する。 
もとは弁護士を志していたが、二度の司法試験不合格で体調を崩し、リハビリとして絵画を始める。その後大道芸人のピーター・フランクルに影響を受け、浦和や銀座の路上で絵画の販売を始める。
リーマン・ショック以降、新天地を求め海外へ渡る。上海、台湾、アメリカ、フランス等のギャラリーで取り扱いが始まり、2015年にはニューヨークのNPO団体Chasamaで個展を開催する。 2018年、グループ展出展の際に訪れたイギリス国立アルスター博物館（英語: Ulster Museum）に絵画作品「Blue Rose」が収蔵される。 
アンディ・ウォーホル、サルバドール・ダリらと交流があったRobert Duponttwinとエージェント契約を結び、この頃から日本とアメリカの２か所を拠点として活動を始める。

## 影響を受けた画家
四谷アート・ステュディウムにて岡崎乾二郎の講座を受講。
「もっともうまい画家」としてレンブラントの名を上げる。

## 主な作品シリーズ
油彩、アクリル、展色材、コラージュなど、多数の画材や技法を一度に使って描くことが多い。
（初期の頃は油彩のみで描かれたものが殆どであった。）

・頭から木（Tree Man）
初期の頃に描かれたシリーズ。人間はDNAで見ると男性女性の差は殆ど無いという。ならば髪の毛の代わりに木が生えることも、あり得る話なのではないかという問いかけから来ている。
・人間寿司（Human Sushi）
人間が寿司を食べる通常の世界とは別に、何者か（たいていの場合これはネコウサギと呼ばれる田中自身のオリジナルキャラクター）によって人間が寿司にされ、食べられてしまうという。
・Capitalism
資本主義にまみれた世界の風刺と、本当の幸せとは何なのかを追求したシリーズ。タイトルや作品の中にも￥€＄などの通貨記号や「Money」のような文字を使っているのが特徴。
・SKULL
骸骨の顔が画面上に大きく配置されている。分厚く絵の具を塗ってあるのが特徴的。Capitalismのシリーズのモチーフとしても多用される。

## 来歴
- 1996年 - 埼玉県立浦和高等学校卒業
- 2002年 - 早稲田大学卒業
- 2003年 - ユザワヤのカルチャー教室で絵を習い始める
- 2009年 - 四谷アート・ステュディウムにて岡崎乾二郎らの講座を受講する
- 2009年 - ニューヨーク に渡り海外のアートを勉強する
- 2010年 - 地元埼玉のサッカーチームである浦和レッズの絵を描き、同チームへ寄贈する
- 2011年 - 母校の浦和高校に絵を寄贈する
- 2012年 - ART TAKES TIMES SQUAREのコンペに参加し入選、タイムズスクエアの巨大電光掲示板に作品が投影される
- 2012年 - ART TAKES MIAMIのアートフェアSCOPE MIAMIで絵が会場で紹介され、記念本にも掲載される
- 2013年 - 母校の早稲田大学に絵を寄贈する
- 2018年 - イギリス国立アルスター博物館（Ulster Museum）に絵画作品「Blue Rose」が収蔵される
- 2018年 - アンディ・ウォーホール、サルバドール・ダリらと交流があったRobert Duponttwinとエージェント契約を結ぶ
- 2018年 - 東京都千代田区神田に田中拓馬スタジオを設立
- 2021年 - 株式会社伸び代を設立。代表取締役就任
- 2022年 - 作品の方向を変えるためアメリカに3ヶ月滞在
- 2023年 - ニューヨーク最古のアートクラブSalmagandi Clubにて個展。日本人で個展を開催したのは初めてであった。

## 展示会
- 2004年 - 埼玉県展入選
- 2005年 - 二科展入選
- 2005年 - 世界堂コンクール入選
- 2007年 - 上野の森美術館大賞展入選
- 2007年 - 国画会展入選
- 2007年 - 埼玉県立近代美術館で個展
- 2008年 - 国画会展入選
- 2009年 - 栃木の5月の美術大賞展栃木美術作家賞受賞
- 2010年 - カナダ RUFUS LIN GALLERY でグループ展
- 2010年 - 上海・杰藝術（Park View green gallery Shanghai）で個展
- 2011年 - 上海・杰藝術（Park View green gallery Shanghai）で個展
- 2011年 - オランダ SIMBIOSEでグループ展
- 2012年 - 上海・杰藝術（Park View green gallery Shanghai）で個展
- 2013年 - 上海・杰藝術（Park View green gallery Shanghai）で個展
- 2013年 - ニューヨークNosphere gallery でグループ展
- 2014年 - 台湾長流美術館にてグループ展
- 2015年 - ニューヨークChashamaで個展
- 2021年 - 浅草のホテルTHE KANZASHI TOKYO ASAKUSAにて［田中拓馬展　THE KANZASHI TOKYO ASAKUSA］が開催される
- 2022年 - フロリダ州マイアミThe Wall Art Galleryにてグループ展
- 2023年 - フロリダ州パームビーチにて開催されたThe Palm Beach Art Fairに出展
- 2023年 - ニューヨーク最古のアートクラブSalmagandi Clubで個展
- 2024年 - 新宿マルイメンで個展

## メディア
- 2008年 - 毎日新聞多摩版で個展がカラー掲載。
- 2008年 - 日本テレビ系列おしゃれイズムに背景画として130号含む絵が15点近く使われる。
- 2009年 - 朝日新聞埼玉版で取材2段記事。
- 2010年 - 朝日新聞埼玉版で絵と略歴が紹介される。
- 2010年 - 浦和レッズの絵を描いて、埼玉新聞に4段記事。
- 2011年 - 浦和高校に絵を寄贈する。埼玉新聞に3段記事で紹介される。
- 2011年 - 埼玉新聞にコラムを執筆する。
- 2015年 - ごごたま（テレビ埼玉）および後継番組のマチコミに出演。
- 2016年 - 日刊！さいたまーず（NHKさいたま放送局）に出演。
- 2020年 - Forbes India（英語: Forbes India）Online版に田中拓馬の活動についての記事が掲載される。
- 2020年 - Yahoo!_Finance（英語: Yahoo!_Finance）世界版に記事が掲載される。
- 2021年 - 東海ウォーカーのSixTONESの松村北斗による連載にて、田中拓馬スタジオの様子が紹介される。
- 2021年 - イタリアの雑誌GP Magazineにインタビュー記事が掲載される。
- 2022年 - 米国の雑誌Metropolitan Magazineにてインタビュー記事が掲載される。
- 2022年 - マチコミ（テレビ埼玉）内にて番組コーナー「あーと丸かじり」を開始。（2023年1月まで毎週水曜日に放映）
- 2023年 - 米国の雑誌Metropolitan Magazineにて特集記事が掲載される。
- 2023年 - 米国の大手TVチャンネルFOX 5 New Yorkにて活動の様子が放映される。